# آدولف هیدوک
آدولف هِیدوک (به چکی: Adolf Heyduk) (۶ ژوئن ۱۸۳۵–۶ فوریه ۱۹۲۳)شاعر و نویسنده اهل چکسلواکی بود. بسیاری از اشعارش بعدها از سوی آنتونین دورژاک دستمایهٔ خلق آثار موسیقایی قرار گرفتند که مشهورترینِ آنها قطعه‌شعری‌ست به نام آوازهایی که مادرم به من آموخت که از آثار مسحورکننده و غم‌افزای موسیقی کلاسیک به‌شمار می‌رود.